# Seiko Instruments
Seiko Instruments Inc. (セイコーインスツル 株式会社, Seiko Insutsuru Kabushiki gaisha), ou SII, é uma empresa japonesa, conhecida por desenvolver e comercializar semicondutores, componentes para mecatrônica e relógios de precisão. É uma das três empresas do Grupo Seiko.
A empresa fabrica e vende componentes eletrônicos (semicondutores, osciladores de cristal, dispositivos micromechatronics, impressora térmica, baterias de moeda, displays de cristal líquido), peças de precisão, relógios, instrumentos de análise e medição, máquinas-ferramentas, impressoras, pontos de rede, sistemas de informação e serviços e IC dicionários. 
A Seiko Holdings Corporation (SEIKO) delega uma grande parte da produção em seus negócios. A maioria dos relógios fabricados pela SII são vendidos através da Seiko Watch Corporation, uma subsidiária da Seiko Holdings Corporation. Nos últimos anos a Seiko Instruments tem tentado estabelecer seu canal de comercialização e marcas próprias.
Em 26 de janeiro de 2009, a Seiko Instruments e Seiko Holdings anunciaram que as duas empresas seriam fundidas em 1 de outubro de 2009 através de uma troca de ações. A Seiko Instruments tornou-se uma subsidiária da Seiko Holdings em 1 de outubro de 2009.